# 2304 Slavia
2304 Slavia è un asteroide della fascia principale del diametro medio di circa 11,88 km. Scoperto nel 1979, presenta un'orbita caratterizzata da un semiasse maggiore pari a 2,6125991 au e da un'eccentricità di 0,1317701, inclinata di 13,59909° rispetto all'eclittica.
L'asteroide è dedicato alla società polisportiva ceca Slavia Praga.